# ورزشگاه اینونو بشیکتاش
ورزشگاه اینونو بشیکتاش (به ترکی استانبولی: BJK İnönü Stadyumu) ورزشگاه فوتبالی در شهر استانبول کشور ترکیه بود که بازی‌های خانگی تیم فوتبال بشیکتاش در این ورزشگاه برگزار می‌شد. این ورزشگاه در تاریخ ۲ژوئن ۲۰۱۳ تخریب شد و در سال ۲۰۱۶ ورزشگاه وودافون آرنا توسط باشگاه بشیکتاش در محل همین استادیوم ساخته و جایگزین شد.